# Wacken Open Air

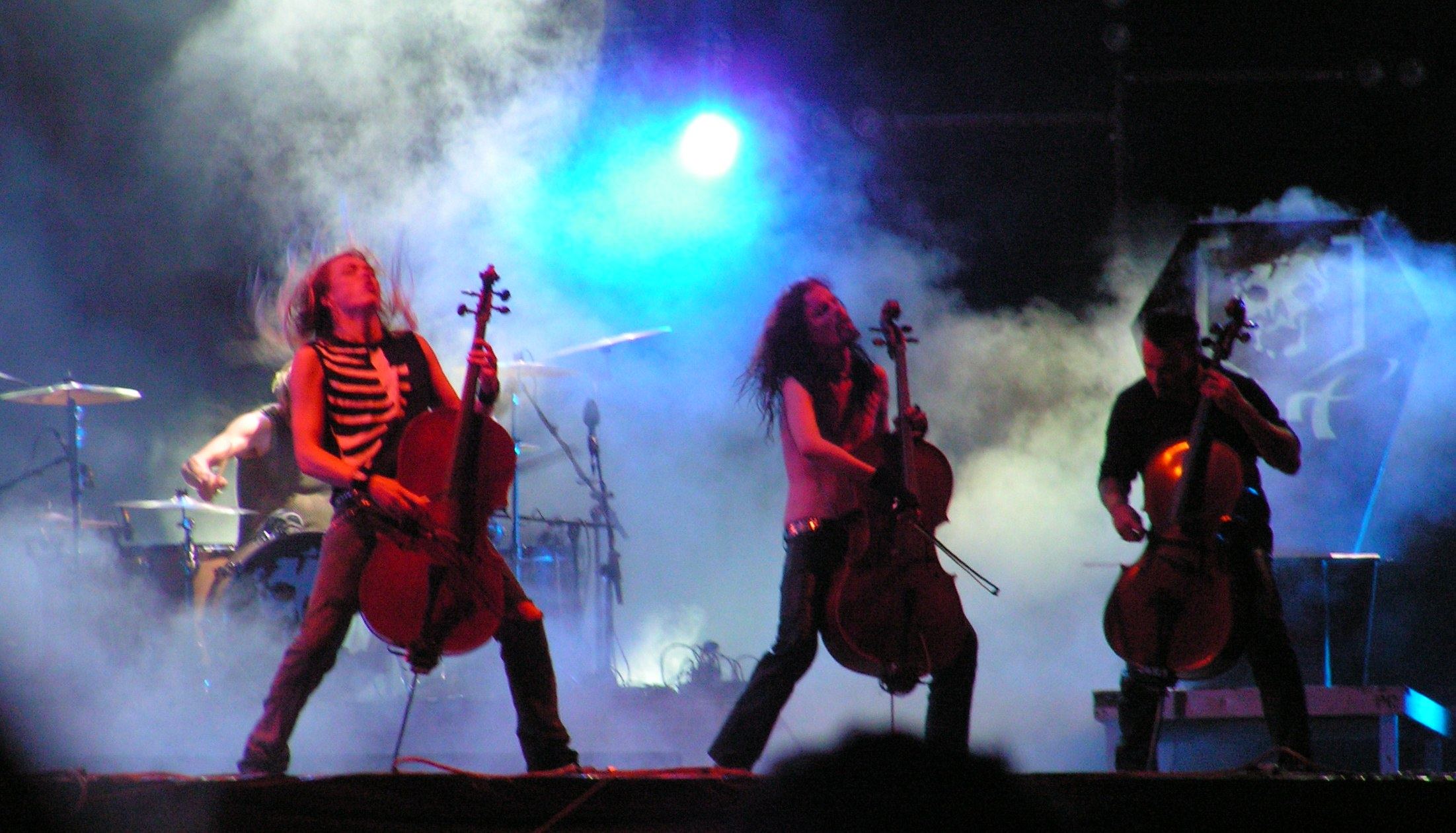
Apocalyptica na Wacken Open Air w 2005 roku

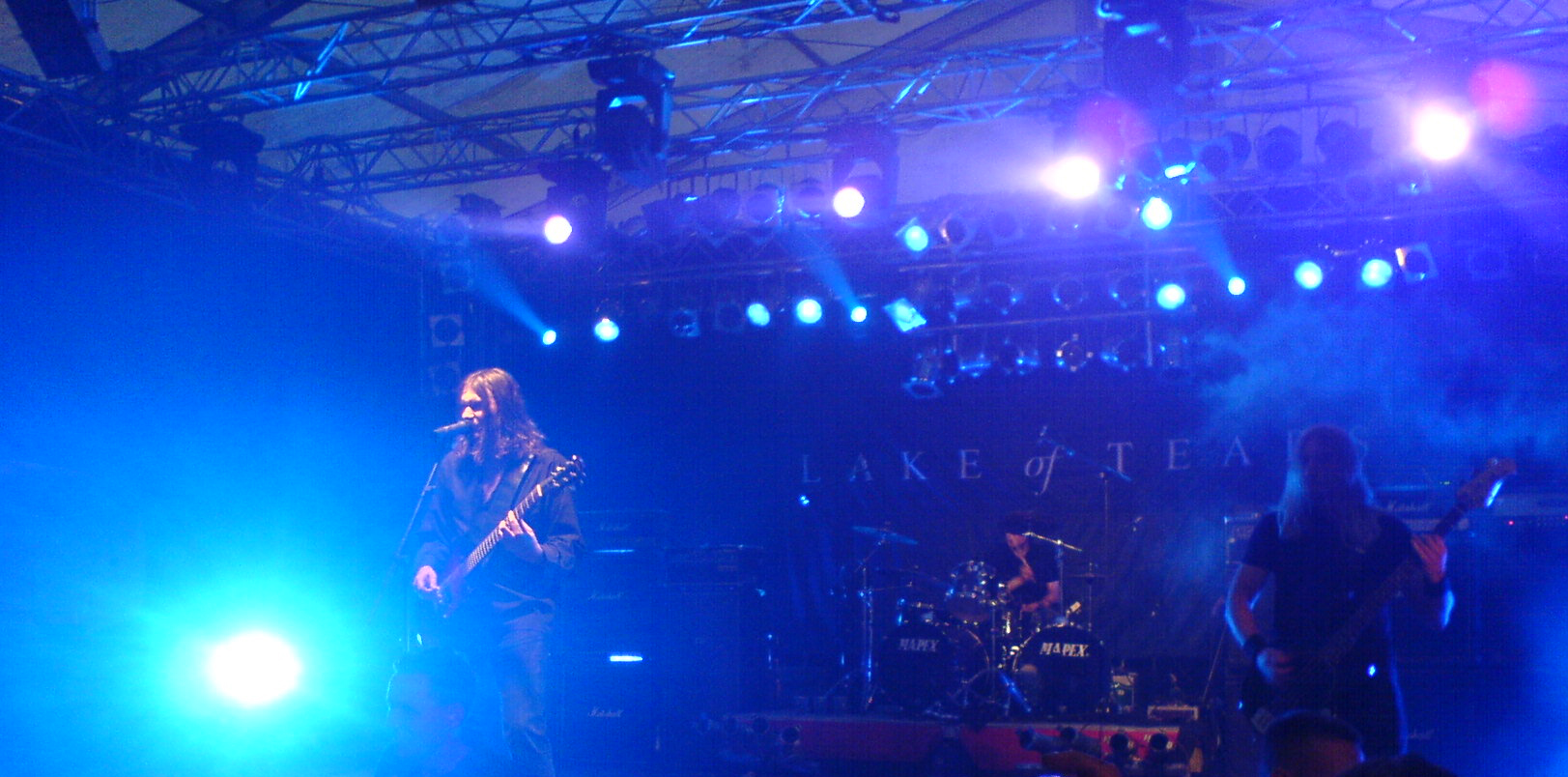
Lake of Tears na Wacken Open Air w 2006 roku

Wacken Open Air – jeden z największych na świecie festiwali muzyki metalowej. Organizowany jest co roku od 1990 w Wacken w Szlezwiku-Holsztynie na północy Niemiec. W 2006 roku na występ 77 zespołów przyjechało ponad 62 000 osób.
W 2008 roku na występ 76 zespołów przyjechało oficjalnie 65 000 osób, faktycznie festiwal zebrał 75 000 osób.

## Uczestnicy

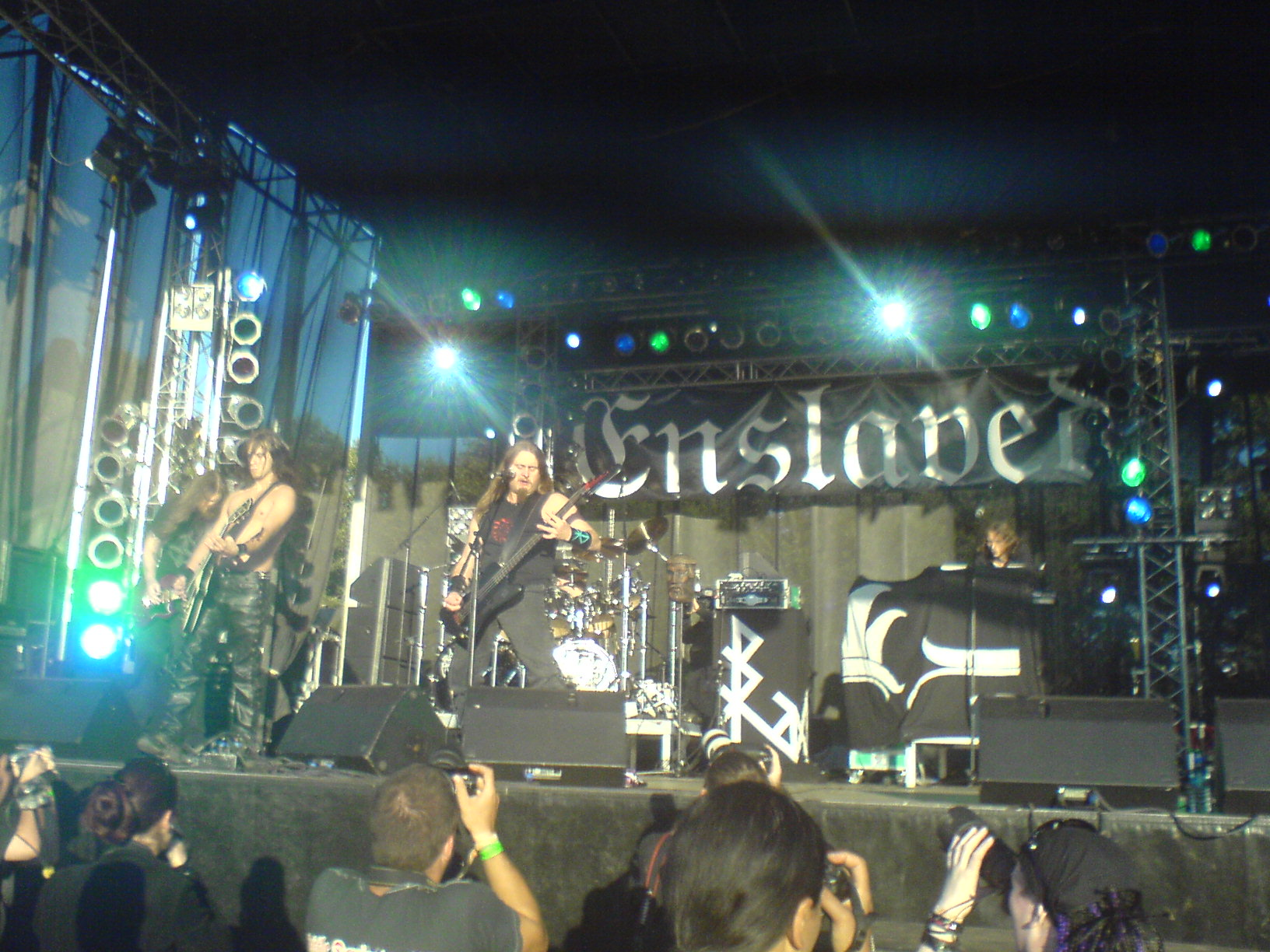
Enslaved na Wacken Open Air w 2007 roku

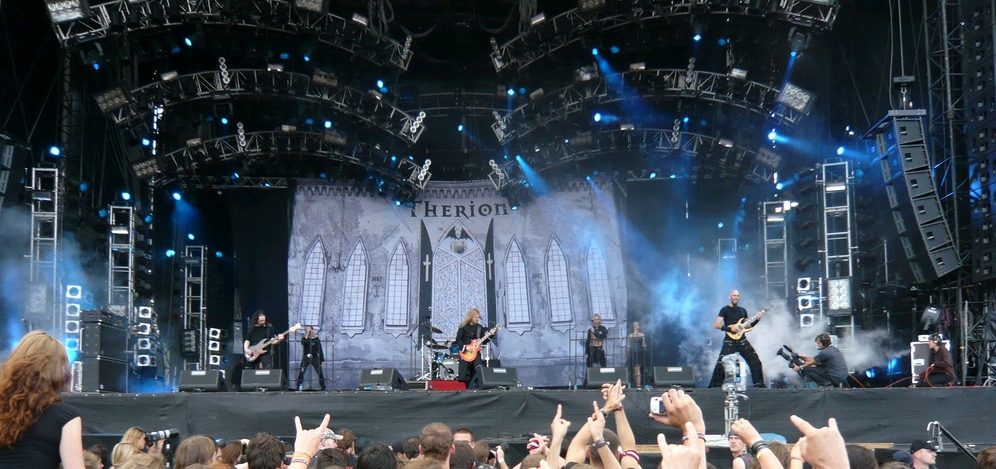
Therion na Wacken Open Air w 2007 roku

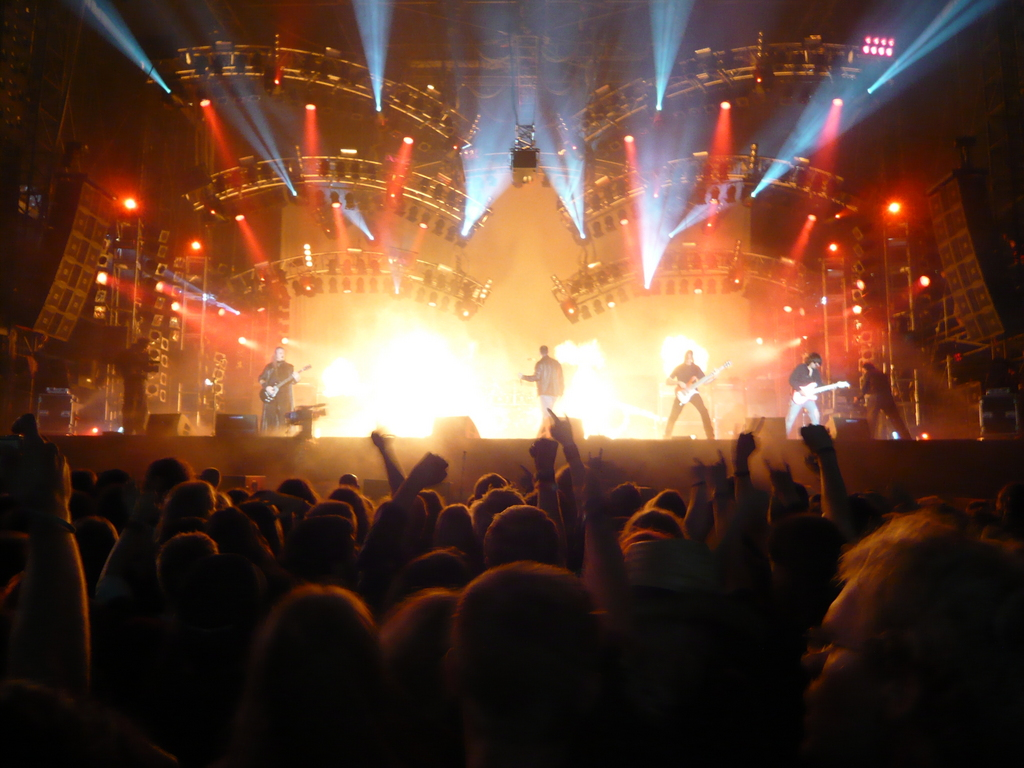
Iced Earth na Wacken Open Air w 2007 roku

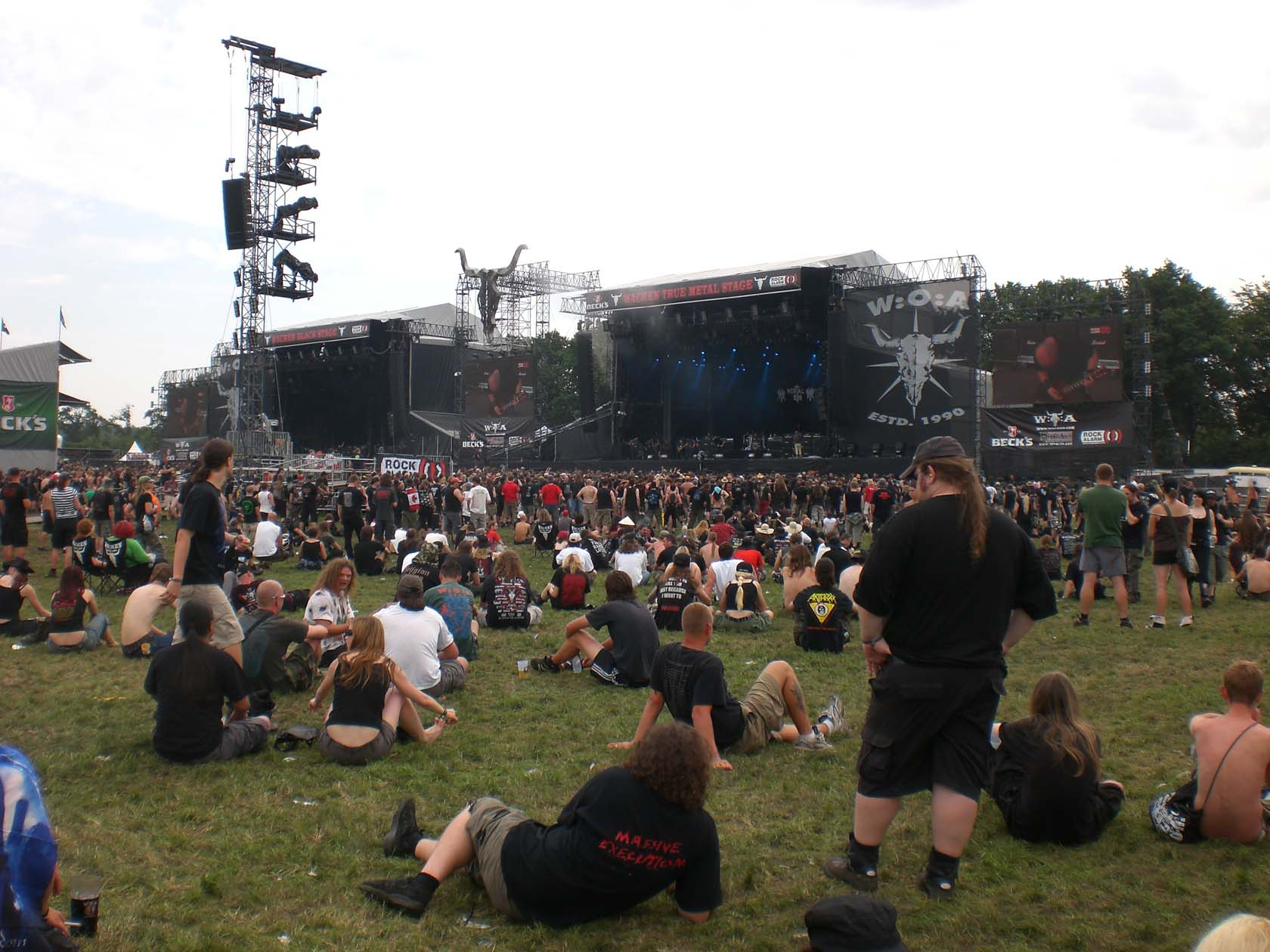
Wacken Open Air w 2008 roku

### 1990
24 – 25 sierpnia, 1990: 5th Avenue, Axe 'n Sex, Motoslug, Sacret Season, Skyline, Wizzard

### 1991
21 – 22 sierpnia, 1991: Bon Scott, Gypsy Kyss, Kilgore, Life Artist, Ruby Red, Shanghai’d Guts, Skyline

### 1992
22 – 23 sierpnia, 1992: 5th Avenue, Asmodis, Ax’n Sex, Bad Sister, Bai Bang, Blind Guardian, De La Cruz, Doc Eisenhauer, Dr. Hörp, Eddie E., Highlander, Ides of March, Incubator, Jolly Hangman, Mama’s Boys, Morbid Mind, Motoslug, Pagan Spell, Paradise, Play’n’Bleed, Saitensprünge, Saxon, Störspatzen of Des, STS 8 Mission, The Waltons, Vivian

### 1993
20 – 22 sierpnia, 1993: 5th Avenue, Abi Wallenstein, Ax’n Sex, Blue Velvet, Bon Scott, Buddy Lackey, Châlice, Doro, Fast Lover, Fates Warning, Gary Hughes, Gorefest, Häwi Mädels, Heavenward, Highlander, Holocaust, Jacks Hammer, Jingo de Lunch, Michael Dickes, Noisy Act of Protest, Plan B, Railway, RAX, Riverdogs, Samael, Sahara, Skew Siskin, Torment, Toy, Trespass, Vivian, Warpath

### 1994
19 – 20 sierpnia, 1994: Ace Öf Spades, Atrocity, Chemical Breath, Deceased, Decision D, Dixi Gunworks, Easy Livin’ (Uriah Heep feat. Markus Grosskopf z Helloween), Gamma Ray, Hannes Bauer & Orchester, Gnadenlos, Ken Templin, Many Acts Of Maniacs, Moray, Pagandom, Paul Di’Anno’s Killers, Prollhead, Rausch, Riff Raff, Riverdogs, Roan, Saintcatee, Skyclad, Stoney Rudolph & The Happy Mc Cardies, Suiciety, Tears for Beers, The Tea Party, The Waltons, Torment, U.K. Subs

### 1995
19 – 20 sierpnia, 1995: 5th Avenue, Amentia, Angra, Bad Sister, Châlice, Creep, D:A:D, Dark At Down, Das Auge Gottes, Depressive Age, Dixie Gunworks, Ghosts of Dawn, Graue Zellen, Hate Squad, Laberinto, More About Dogs, Morgoth, Paragon, Phantoms of Future, Pothead, Power of Expression, Pretty Maids, Prime, Rape, Revelation, Schweisser, Solitude Aeturnus, Temple of the Absurd, Tiamat, Trauma, Trieb, Vanden Plas, Vocation

### 1996
9 – 10 sierpnia, 1996: Asylum, Atrocity, Bad Sister, Big Nothing, Böhse Onkelz, Crematory, Desert Storm, Dice, Dimple Minds, Dritte Wahl, Gorefest, Gorn, Grave Digger, Grind Machine, Kingdom Come, Kreator, Manos, Oomph!, Pyogenesis, Ramones Mania, Randalica, Ricochet, Schweisser, Secret Discovery, Sieges Even, Temple of the Absurd, Theatre of Tragedy, The Exploited, The Gathering, Tom Angelripper, Vicki Vomit, Whils

### 1997
8 – 9 sierpnia, 1997: Aion, Alastis, Amorphis, Birth Control, Dimmu Borgir, Dismember, Dissection, Don Bosco, Entrust, Fox Force Five, Gainsay, Grave Digger, Grinning Sinner, Hammerfall, Hassmütz, In Flames, Iron Savior, Late September Dogs, Lake of Tears, Love Gun, Motörhead, Mummlox, Overkill, Paunch, Rage & Lingua Mortis Orchester, Raven, Rock Bitch, Samael, Saviour Machine, Scanner, Sceptic Acceptance, Sinner, Sodom, Steiger, Subway to Sally, Tank, Theatre Of Tragedy, The Automanic, Therion, Tom Angelripper, Torment, Totenmond, U.D.O., Umbra Et Imago, Undish, Virgin Steele, Waltari, Zed Yago

### 1998
7 – 8 sierpnia, 1998:
Am I Blood, Angel Dust, Anvil, Arch Enemy, Atrocity, Benediction, Blind Guardian, Blind Passenger, Blitzkrieg, Bonfire, Borknagar, Children of Bodom, Covenant, Crack Up, Cradle of Filth, Crematory, Darkseed, Dew-Scented, Disbelief, Doro, Dritte Wahl, Edguy, Gamma Ray, Goddess Of Desire, Gorgoroth, Hades Almighty, Haggard, Heavenwood, Hollow, Holy Mother, Hypocrisy, Iced Earth, Iron Savior, In Extremo, J.B.O., Krabathor, Kreator, Lacuna Coil, Manos, Nevermore, Night In Gales, Nocturnal Rites, Old Man’s Child, Pegazus, Postmortem, Primal Fear, Raise Hell, Rough Silk, Ryker’s, Sacred Steel, Sadist, Savatage, Sentenced, Skyclad, Soulburn, Sons Of Damnation, Stahlhammer, Stigmata IV, Stratovarius, Sundown, Sweet Noise, Sweet Savage, Tom Angelripper, Tankard, Temple Of The Absurd, Devin Townsend, Unrest, Vader, Virgin Steele, Voivod, Warrior

### 1999
6 – 7 sierpnia, 1999: Amon Amarth, Angra, Agent Steel, Atrocity, Axel Rudi Pell, Axxis, Blind Passenger, Bewitched, Brainstorm, Cannibal Corpse, Crematory, The Cult, Death SS, Destiny’s End, Dimmu Borgir, Destruction, Eisregen, Eläkeläiset, Enslaved, Edguy, Europe, Fates Warning, God Dethroned, Graveworm, HammerFall, Immortal, In Aeternum, In Extremo, Jaguar, Jag Panzer, Killers, Leatherwolf, Labyrinth, Lefay, Marduk, Marshall Law, Mayhem, Memory Garden, Metal Church, Metalium, Mindfeed, Mystic Circle, Napalm Death, Nevermore, Paradox, Paragon, Pariah, Powergod, Pretty Maids, Primal Fear, Rage, Razor, Reverend Jürgen & Igor, Richthofen, Roland Grapow & Band, Saxon, Sinner, Six Feet Under, Solitude Aeturnus, Spock’s Beard, Steel Prophet, Subway to Sally, The Crown, Temple of the Absurd, Therion, Threshold, Torment, Totenmond, Tristania, Tygers of Pan Tang, The Gathering, The Sygnet, Tom Angelripper, U.D.O., Uli Jon Roth, Umbra et Imago, Warrant, Wardog, Warhammer, Witchery, Whiplash

### 2000
4 – 5 sierpnia, 2000: Agathodaimon, Ancient, Angel Witch, Annihilator, Artillery, Black Sweden, Black Label Society, Blaze Bayley, Breaker, Chantal Chevalier, Dark At Dawn, Dark Age, Dark Funeral, Dee Snider, Demon, Doro, Deranged, Desperados, Engine, Entombed, Freedom Call, Gamma Ray, Gaskin, Grim Reaper, Hades, Heir Apparent, Hypocrisy, Iced Earth, Immolation, Jacob’s Dream, Knorkator, Labyrinth, Late Nite Romeo, Liege Lord, Lizzy Borden, Lock Up, Marduk, Molly Hatchet, Morbid Angel, Mob Rules, Nightmare, Nightwish, October 31, Overkill, Pain, Pink Cream 69, Praying Mantis, Raise Hell, Rhapsody, Rose Tattoo, Royal Hunt, Samson, Savage, Sentenced, Six Feet Under, Skew Siskin, Solstice, Spiritual Beggars, Squealer, Steel Attack, Stratovarius, Testament, Tom Angelripper, Twisted Tower Dire, Umbra Et Imago, Vader, Vanishing Point, Vaxination, Venom, Zakk Wylde

### 2001
3 – 4 sierpnia, 2001: 16 Hell Ventiler, Annihilator, Die Apokalyptischen Reiter, Arch Enemy, Artch, Behemoth, Bionix, Blackshine, Brainstorm, Cage, Carnal Forge, Chinchilla, Circle Of Grief, Crematory, Cryptopsy, Crystal Shark, Culprit, Dark Tranquillity, Death SS, Deceased, Deströyer 666, Disaster, Dimmu Borgir, Exciter, Exhumed, Exumer, Finntroll, Grave Digger, HammerFall, Helloween, Holy Moses, Impotent Sea Snakes, In Flames, Jag Panzer, Kamelot, Kju, Knight Errant, Krisiun, Lacuna Coil, Lost Horizon, Metalium, Mortician, Motörhead, Mago de Oz, Naglfar, Napalm Death, Nasum, Nevermore, Night in Gales, Nightfall, Nightwish, Nostradameus, Opeth, Overkill, Paragon, Paul Dianno & Killers, Primal Fear, Rage, Rawhead Rexx, Sacraphyx, Saxon, Silent Force, Sins Of Thy Beloved, Smoke Blow, Sodom, Soilwork, Sonata Arctica, Soul Doctor, Stigma IV, Subway to Sally, Tad Morose, Tankard, Therion, Therion mit Chor, The Haunted, The Traceelords, Trail of Tears, Vintersorg, Warhammer, W.A.S.P.

### 2002
1 – 3 sierpnia, 2002: Alabama Thunderpussy, Amon Amarth, Angel Dust, Angra, Avalanch, Blaze, Blind Guardian, Blitzkrieg, Borknagar, Bruce Dickinson, Candlemass (Reunion), Cannibal Corpse, Children of Bodom, Criminal, Debris Inc., Destruction, Dimple Minds, Domine, Dornenreich, Doro, Dream Evil, Dying Fetus, Edguy, Eisregen, Evergrey, Exodus, Falconer, Fleshcrawl, Green Carnation, Haggard, Heathen, Heavenly, Hollenthon, Hypocrisy, Immortal, In Extremo, Iron Savior, J.B.O., Justice, Kalmah, Kotipelto, Kreator, Lock Up, Macabre, Metalucifer, Mezarkabul, Mob Rules, Mörk Gryning, My Dying Bride, Necrophobic, Nightmare, Nocturnal Rites, Nuclear Assault (Reunion), Onkel Tom, Pretty Maids, Primordial, Pungent Stench, Raven, Rebellion, Red Aim, Rose Tattoo, Rottweiler Sabbat, Savatage, Shakra, Sinergy, Stormwarrior, Stormwitch, Suidakra, Thunderstone, Torfrock, U.D.O., Unleashed, Vanden Plas, Vicious Rumors, Vision Divine, Vomitory, Warlord, Wizard, Wolf

### 2003
31 lipca – 2 sierpnia, 2003: Ancient Rites, Annihilator, Assassin, Bai Bang, Callenish Circle, Carpathian Forest, Circle II Circle, Dark Age, Dark Angel, Dark Funeral, Darkane, Dew-Scented, Diamond Head, Die Apokalyptischen Reiter, Dismember, Eidolon, Evidence One, Extreme Noise Terror, Freedom Call, Gamma Ray, Graveworm, Heaven Shall Burn, Human Fortress, In Flames, Kataklysm, Lordi, Lotto King Karl, Malevolent Creation, Masterplan, Metalium, Nile, Obscenity, Onkel Tom, Oratory, Primal Fear, Psychopunch, Rage, Raise Hell, Raunchy, Rotting Christ, Running Wild, Sentenced, Seventh One, Sinister, Sinner, Slayer, Soilwork, Sonata Arctica, Stratovarius, Subway to Sally, Symphorce, Testament, The Almighty Punchdrunk, The Crown, Thyrfing, Twisted Sister, Twisted Tower Dire, V8 Wankers, Vader, Victims Of Madness, Victory, Stormlord

### 2004
5 – 7 sierpnia, 2004: After Forever, Amon Amarth, Anthrax, Arch Enemy, Artefact, Astral Doors, Bal-Sagoth, Brainstorm, Böhse Onkelz, Cannibal Corpse, Cathedral, Children of Bodom, Death Angel, Destruction, Dio, Dionysus, Disbelief, Doro Pesch & Warlock, Dr. Rock, Ektomorf, Eläkeläiset, Engine of Pain, Everfest, Feinstein, Grave Digger, Griffin, Gun Barrel, Gutbucket, Helloween, Hobbs Angel of Death, Hypocrisy, J.B.O., Knorkator, Kotipelto, Mambo Kurt, Mayhem, Methedras, Misery Index, Mnemic, Motörhead, Mystic Prophecy, Nevermore, Nocturno Culto, Onkel Tom, Orphanage, Paragon, Quireboys, Raunchy, Reckless Tide, Satan, Satyricon, Saxon, Schandmaul, Sufferage, Supersoma, The Rods, Thora, Thunderstone, Unleashed, Vanguard, Voodoma, Weinhold, Zodiac Mindwarp

### 2005
4 – 6 sierpnia, 2005: Accept, Apocalyptica, Axel Rudi Pell, Bloodbath, Candlemass, Cataract, Contradiction, Corvus Corax, Count Raven, Dissection, Doomfoxx, DragonForce, Edguy, Eisregen, EmKay, Endhammer, Endstille, Ensiferum, Equilibrium, Finntroll, Goddess of Desire, Gorefest, HammerFall, Hard Time, Hatesphere, Holy Moses, Illdisposed, Kreator, Machine Head, Machine Men, Mambo Kurt, Marduk, Marky Ramone, Mercenary, Metal Church, Metalium, Mob Rules, Morgana Lefay, MUCC, Naglfar, Nightwish, Noise Forest, Obituary, Oomph!, Overkill, Panic Cell, Potentia Animi, Primordial, Reckless Tide, Regicide, Saeko, Samael, Sentenced, Sonata Arctica, Stratovarius, Suffocation, Suidakra, Teräsbetoni, Torfrock, Tristania, Turisas, Unleash the Fury, Vanguard, W:O:A Firefighters, Within Temptation, Zyklon

### 2006
3 – 5 sierpnia, 2006: Aborted, Amon Amarth, Arch Enemy, Atheist, Battlelore, Blind Guardian (tylko wokal), Bloodthorn, Born From Pain, Caliban, Carnivore, Celtic Frost, Children of Bodom, D’espairsRay, Danko Jones, Die Apokalyptischen Reiter, Ektomorf, Emperor, End of Green, Fear Factory, Finntroll, Fleshgore, Forever Slave, Gamma Ray, In Extremo, Korpiklaani, Krieger, Krypteria, Lake of Tears, Legion of the Damned, Mambo Kurt, Metal Church, Metal Inquisitor, Ministry, Morbid Angel, Mortal Sin, Motörhead, MSG, Mystic Circle, Nevermore, Nocturnal Rites, Opeth, Orphaned Land, Primal Fear, Rose Tattoo, Scorpions, Six Feet Under, Soilwork, Soulfly, Subway to Sally, Suidakra, Tribe After Tribe, Transilvanian Beat Club, Tourettes, Uli Jon Roth, Victory, Vreid, WE, Whitesnake, Wintersun

### 2007
2 – 4 sierpnia, 2007: 1349, All That Remains, Amorphis, Lacuna Coil, Die Apokalyptischen Reiter, Animal Alpha, Belphegor, Benedictum, The Black Dahlia Murder, Black Majesty, Blind Guardian, Blitzkrieg, Cannibal Corpse, Chthonic, Communic, Corruption, Destruction, Dimension Zero, Dimmu Borgir, Dir En Grey, Disillusion, Drone, Electric Eel Shock, Enslaved, Fair to Midland, Falconer, Fastway, Gutbucket, Grave Digger, Haggard, Hatesphere, Heaven Shall Burn, Immortal, In Flames, Iced Earth, J.B.O., Kampfar, Letzte Instanz, Mambo Kurt, Maroon, Mennen, Moonsorrow, Moonspell, Municipal Waste, Napalm Death, Narziss, Neaera, Norther, Overkill, Pharao, Possessed, Rage & Lingua Mortis Orchestra, Rose Tattoo, Sabbat, Sacred Reich, Sahg, Samael, Saxon, Schandmaul, Secrets of the Moon, Sodom, Sonic Syndicate, The Answer, The Sorrow, Stormwarrior feat. Kai Hansen, Stratovarius, Subway to Sally, Suidakra, Swallow the Sun, Therion, Torture Squad, Turbonegro, Turisas, Type O Negative, Týr, Unheilig, The Vision Bleak, Vital Remains, Volbeat

### 2008
31 lipca – 2 sierpnia, 2008: 3 Inches of Blood, As I Lay Dying, Airbourne, Alestorm, At the Gates, Autumn, Avantasia, Avenged Sevenfold, Axxis, Before the Dawn, Carcass, Chainsaw, Children of Bodom, Concept Insomnia, Corvus Corax, Crematory, Cynic, Destructor, Dream of an Opium Eater, Enemy of the Sun, Ensiferum, Evocation, Excrementory Grindfuckers, Exodus, Girlschool, Girugamesh, Grave, Gorerotted, Gorgoroth, Hatebreed, Headhunter, Holy Moses, Iron Maiden, Job For a Cowboy, Kamelot, Killswitch Engage, Kreator, Krypteria, Leaves’ Eyes, Lord Belial, Lordi, Massacre, Machine Men, Mercenary, Mustasch, Nashville Pussy, Negură Bunget, Nifelheim, Nightwish, Obituary, Opeth, Powerwolf, Primordial, Psychopunch, Sabaton, Saltatio Mortis, Soilwork, Sonata Arctica, Stam1na, Stone Gods, Sturm und Drang, The Bones, The Fading, The Haunted, The Rotted, Torture Squad, Unearth, van Canto, Warbringer, Watain

### 2009
29 lipca – 1 sierpnia, 2009:
Motörhead, In Flames, Bullet For My Valentine, Coheed and Cambria, Lacuna Coil, DragonForce, Machine Head, HammerFall, Amon Amarth, Epica, Testament, Saxon, Tristania, Gamma Ray, Pain, Korpiklaani, Nevermore, UFO, Bring Me the Horizon, In Extremo, Napalm Death, Heaven Shall Burn, Running Wild, J.B.O., Turisas, Rage, Subway to Sally, Volbeat, Walls of Jericho, Airbourne, Borknagar, Enslaved, Schandmaul, Gwar, ASP, Doro, Axel Rudi Pell, UK Subs, Cathedral, Einherjer, Pentagram, Warlock, D-A-D, The BossHoss, SuidAkrA, Whiplash, Heaven & Hell, Grand Magus, Fejd, Trouble, Adorned Brood, Rabenschrey, Onkel Tom Angelripper, Skyline, Endstille, Eths, Vreid, Engel, Tracedawn, Der W, Ingrimm, Drone, Frei.Wild, Eric Fish, Mambo Kurt, Callejón, Swashbuckle, Retrospect, Torment, Feuerschwanz, The Waltons, Sarke, T.A.N.K., Nervecell, Arkaea, Cumulo Nimbus, Bloodwork, Bai Bang, Bon Scott, Hansi Kürsch, The Fading, Ade, Ragnaröek, 5th Avenue, Reincarnatus, scarred, Ferium, Irr, NoNe, Sui, Beneath, Marcel Schmier Schirmer, NoNe, Crysys, Reason to Kill, Split Heaven, A Fine Day To Exit, Victims of Madness, Insidead, Silence Means Death, Insidious Disease, Kielwater, The Smack Ballz, W:O:A Firefighters, Jen Majura, Leave Scars, Jörg Michael i TRINITYS BLOOD

### 2010
4 sierpnia – 7 sierpnia, 2010:
1349, Alice Cooper, Altar, Amorphis, Anvil, Apocalyptica, Arch Enemy, Astral Doors, Atrocity, Black Out Beauty, Broilers, Brutus, By The Patient, Caliban, Candlemass, Cangaco, Cannibal Corpse, Corvus Corax, Crucified Barbara, Dead Means Nothing, Debauchery, Degradead, Delain, Demolished, Despised Icon, Dew-Scented, Die Apokalyptischen Reiter, Die Kassierer, Edguy, Ektomorf, Endstille, End of Green, Equilibrium, Eternal Legacy, Evile, Fanfara Kalashnikov, Fear Factory, Fiddler’s Green, Forever Storm, Frei.Wild, Frontal, Ghost Brigade, Gojira, Grave Digger, Hackneyed, Hanggai, Hathors, Hells Belles, Holy Grail, Ihsahn, Ill Niño, Immortal, Imperium Dekadenz, Iron Maiden, Job for a Cowboy, Kamelot, Kampfar, Katana, Killing Machine, Lake of Tears, Letzte Instanz, Lizzy Borden, Lock Up, Lord of the Lost, Macbeth, Mad Max, Mambo Kurt, Metsatöll, Missing in Action, Mötley Crüe, Nightmare, No Dawn, Orcus O Dis, Orden Ogan, Orphaned Land, Overkill, Penthagon, Prayers of Sanity, Raven, Red Hot Chilli Pipers, Rotting Christ, Schelmish, Secrets of the Moon, Seven Ends, Skanners, Slayer, Smoke Blow, Snakebite, SotM, Sólstafir, Soulfly, Soul Stealer, Spit Like This, Stratovarius, Suicidal Angels, SVARTSOT, Tarja, The BossHoss, The Devil’s Blood, The Keltics, The New Black, The Other, The Sixpounder, Tiamat, Torfrock, Total Riot, Týr, U.D.O., Unleashed, Varg, Victims of Madness, Vita Imana, Voivod, Wacken Firefighters, W.A.S.P., Wistaria

### 2011
4 sierpnia – 6 sierpnia, 2011:
Accu§er, Achren, Aeon Throne, Airbourne, Aphyxion, Apocalyptica, As I Lay Dying, Atrum, Avantasia, Battle Beast, Betontod, Blaas of Glory, Blechblos'n, Blind Guardian, Blowsight, Bucovina, Bullet, Bülent Ceylan (Comedy Act), Children of Bodom, Coldwar, Crashdïet, Danko Jones, Deadlock, Deathclocks, Dir En Grey, Dust Bolt, Edelweiss, Eläkeläiset, Ensiferum, Excrementory Grindfuckers, Exquisite Pus, Frei.Wild, Ghost, Girlschool, Golem, Hämatom, Hail of Bullets, Hammercult, Hayseed Dixie, Heaven Shall Burn, Helloween, Hellsaw, Horch, Iced Earth, Ignis Fatuu, In Solitude, Jim Breuer, Judas Priest, Kataklysm, Khold, Knorkator, Kreator, Kvelertak, Kyuss Lives!, Lacrimas Profundere, Leash Eye, Maiden United, Mambo Kurt, Mayhem, Moonsorrow, Morbid Angel, Morgoth, Mortal Strike, Mother of God, Motörhead, Negator, Noein, Omnicide, Onkel Tom feat. Roberto Blanco, Onslaught, Ozzy Osbourne, Paralytic, Pharao, Pneuma, Powerstroke, Primal Fear, Pussy Sisster, Rabenschrey, Reliquiae, Rhapsody of Fire, Rude Revelation, Russkaja, Sacramental, Saltatio Mortis, Sepultura, Severenth, Shining, Shraphead, Sirenia, Skálmöld, Skeletonwitch, Ski King, Ski’s Country Trash, Skindred, Skyline, Slime, Sodom, Stier, Stormzone, Subway to Sally, Suicidal Tendencies, Suidakra, Tanker, Tauthr, The Aberlours, The Haunted, The Murder of My Sweet, The Prophecy 23, The Smackballz, Tokyo Blade, Torture Squad, Triosphere, Triptykon, Trivium, Tsjuder, Van Canto, Venomin James, Victims of Madness, Virginia Clemm, Visions of Atlantis, Volcano, Voltax, Vreid, Warrant, W:O:A Firefighters, X-Tinxion

### 2012
2 sierpnia – 4 sierpnia, 2012:
Amon Amarth, Axel Rudi Pell, Broilers, Circle II Circle, Coroner, Cradle of Filth, Danko Jones SW, Dark Funeral, Dimmu Borgir, Endstille, Forbidden, Gamma Ray, Ghost Brigade HammerFall, Henry Rollins, In Extremo, In Flames, Kamelot, Leaves’ Eyes, Machine Head, Ministry, Moonspell, Napalm Death, Opeth, Paradise Lost, Saturnian, Scorpions, Sick of It All, Six Feet Under, Suicide Silence, U.D.O., Volbeat, Watain, We Butter the Bread with Butter, Winterfylleth

### 2013
1 – 3 sierpnia, 2013:
9 mm, Agnostic Front, Alestorm, Alice Cooper, Alpha Tiger, Amorphis, An Apple A Day, Anthrax, As I Lay Dying, ASP, Benighted, Blaas Of Glory, Black Messiah, Bob Wayne, Bull-Riff Stampede, Bullet, Candlemass, Callejon, Chrome Molly, Coppelius, Corvus Corax meets Wadokyo, Crematory, Danzig, Deep Purple, DevilDriver, Dew-Scented, Dezperadoz, Die Apokalyptischen Reiter, Die Kassierer, Doro, Dr. Living Dead!, Dunderbeist, Eat The Gun, Eisbrecher, Emergency Gate, Eskimo Callboy, Faun, Fear Factory, Fejd, Feuerschwanz, Fozzy, Grave Digger, Haggard, Hardcore Superstar, Harpyie, Hate Squad, Hellride, Henry Rollins, Ihsahn, Impius Mundi, Kamikaze Kings, Kärbholz, Kryptos, Lamb of God, Last in Line, Legion of the Damned, Leprous, Lingua Mortis Orchestra feat. Rage, Mambo Kurt, Mandowar, Meshuggah, Motörhead, Mustasch, Nachtblut, Neaera, Naglfar, Nightwish, Null DB, Pampatut, Powerwolf, Pretty Maids, Rabenschrey, Ragnarök, Rammstein, Rebattered, Rotten Souls, Russkaja, Sabaton, Scott Ian – Spoken Word, Secret Sphere, Serum 114, SIC, Skyline, Soilwork, Sonata Arctica, Stahlmann, Subway to Sally, Thunder, Tristania, Trivium, Ugly Kid Joe, Versengold, W:O:A Firefighters, Whitechapel